# ککتریناکس تریدا
ککتریناکس تریدا (نام علمی: Coccothrinax torrida) نام یک گونه از تیره نخل است.